# Irena Matović
Irena Matović (ur. 23 maja 1988 w Barze) – czarnogórska koszykarka grająca na pozycji niskiej skrzydłowej, reprezentantka kraju, obecnie zawodniczka Ciudad de la Adelantados.
29 czerwca 2018 została zawodniczką Enei AZS Poznań.

## Osiągnięcia
Stan na 28 września 2019, na podstawie, o ile nie zaznaczono inaczej.
Drużynowe
- Mistrzyni:
  - Ligi Adriatyckiej (2016)
  - Czarnogóry (2015–2017)[4][5]
- Zdobywczyni pucharu Czarnogóry (2015–2017)[4][5]
- Uczestniczka Eurocup (2008–2010)

Indywidualne
(* – nagrody przyznane przez eurobasket.com)
- MVP Final Four Ligi Adriatyckiej (2016)
- Najlepsza skrzydłowa ligi czarnogórskiej (2015, 2016)*[4][5]
- Zaliczona do*:
  - I składu ligi czarnogórskiej (2015, 2016)[4][5]
  - II składu WABA (2017)[6]

Reprezentacja
Seniorska
- Uczestniczka mistrzostw Europy (2017 – 16. miejsce)

Młodzieżowe
- Wicemistrzyni Europy U–16 (2004)
- Brązowa medalistka mistrzostw:
  - świata U–19 (2007)
  - Europy U–20 (2008)